# Shang Wen Wu Ding
Wen Wu Ding (文武丁; Wénwǔ Dīng), död 1102 f.Kr., var en kinesisk kung över den forna Shangdynastin. Wen Wu Ding regerade från 1112 f.Kr. till 1102 f.Kr. Di Yi personnamn var Tuo (托) och han titulerades i orakelbensskriften med sitt postuma tempelnamn "文武丁" (Wen Wu Ding) och i Shiji som "太丁" (Tai Ding) och i Bambuannalerna som "文丁" (Wen Ding).

## Biografi
Wen Wu Ding tillträdde som kung över Shangdynastin efter att hans far Wu Yi avlidit 1113 f.Kr. av ett blixtnerslag.
Wen Wu Ding styrde Shangdynastin från Yin, och år 1110 drabbades den närliggande Huanfloden av torka. Under Wen Wu Dings regeringstid gjorde hertig Jili av Zhou (季历) ett flertal framgångsrika militära kampanjer mot olika Rong-stammar vilket stärkte Zhou. För att förhindra att Zhou blev för starka lät Wen Wu Ding avrätta Jili.
När Wen Wu Ding avled 1102 f.Kr. efterträddes han av son son Di Y